# Murgia

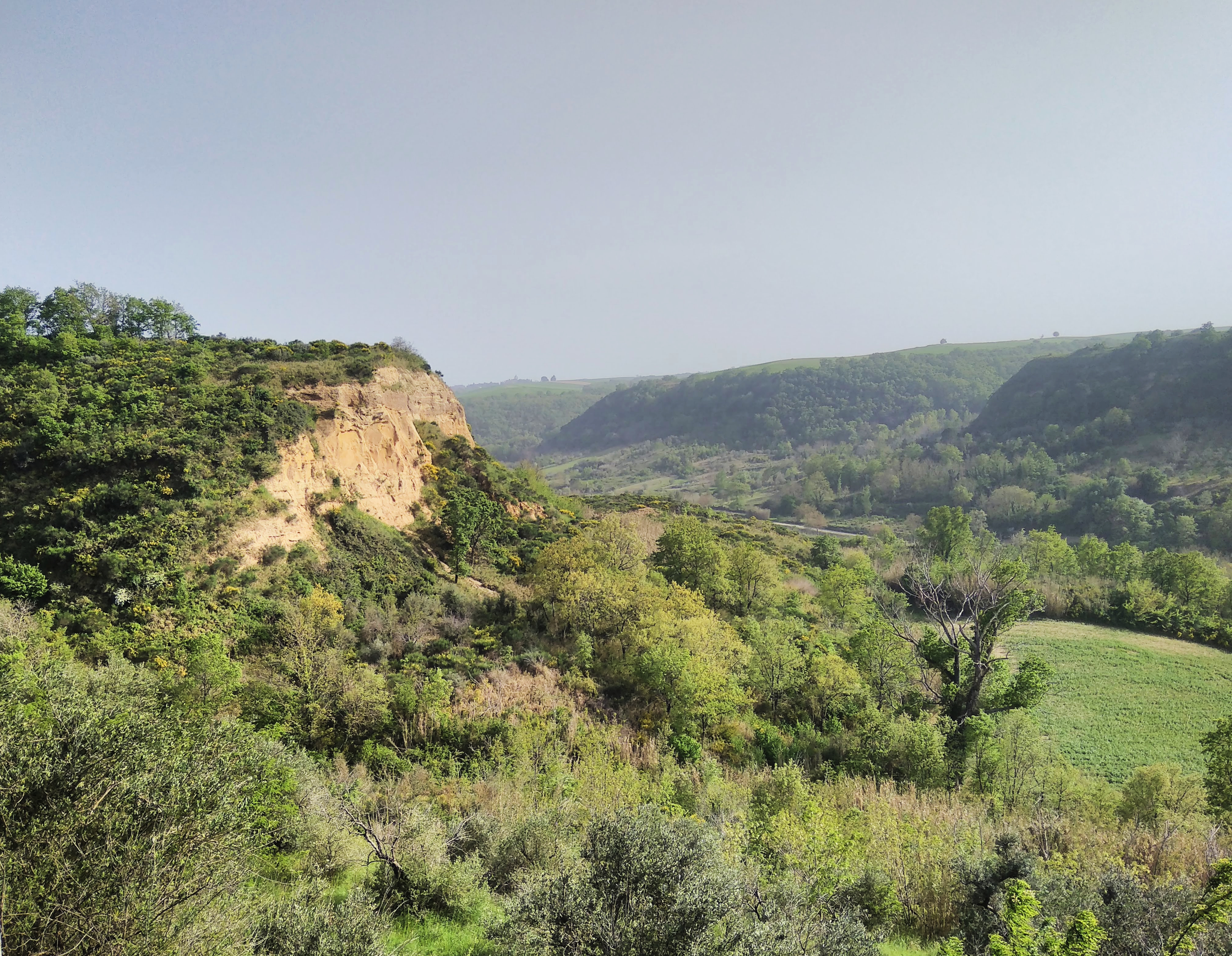
Paisaje de la meseta de Murge.

Murgia (plural: Murge) es una comarca de la región de Apulia, en la Italia meridional. Se trata de una meseta de topografía cárstica de forma rectangular, que ocupa la zona central de la región. El nombre proviene del latín murex, que significa "piedra afilada".

## Geografía
La meseta de Murge se extiende por una superficie de alrededor de 4.000 kilómetros cuadrados, limitada por el río Ofanto y la llanura Tavoliere delle Puglie al norte, el mar Adriático en el noreste, y por la llamada depresión mesápica, que la separa de la península Salentina, al sur. Normalmente se divide en Alta Murgia, la zona más alta, con vegetación escasa, y la Baja Murgia, con tierra más fértil, cultivada preferentemente con olivo.
La mayor altura de la meseta es el Monte Caccia, con 679 m. Las rocas están compuestas principalmente de caliza cretácica, de manera que predominan los paisajes cársticos en la zona, con campos de dolinas, algunas dolinas grandes, simas y cuevas. Las mayores dolinas se pueden encontrar cerca de Altamura, Gravina y Molfetta. Cerca de la ciudad de Castellana Grotte se encuentran las cuevas visitables más importantes de Apulia.
En el sur de la comarca están otros alturas que no llegan sobre los 200 metros: las Sierras Salentinas u Murge Salentine.

## Economía
La economía de Murgia se ha basado durante mucho tiempo en la ganadería ovina y la agricultura, con el pastoreo (trashumancia) del ganado desde los Abruzos en invierno. Además del olivo, los otros cultivos principales son las hortalizas y las frutas.
Actualmente, también la extracción del mármol es importante, así como la industria del mueble en los municipios de Gravina in Puglia, Altamura, Santeramo in Colle, y la cercana  Matera, ya en Basilicata.
De reciente creación es el Parque nacional de Alta Murgia.
el postre más famoso es el sfogliatella di Canosa di Puglia.